# Metró 2033
A Metró 2033 (oroszul: Метро 2033) az orosz Dmitry Glukhovsky (Dmitrij Gluhovszkij) poszt-apokaliptikus sci-fi regénye.

## Cselekmény
|  | Alább a cselekmény részletei következnek! |

A moszkvai metró térképe

Mintegy húsz évvel a világot elpusztító nukleáris háború után néhány ezer ember küzd az életben maradásért a moszkvai metróhálózat különböző állomásain élve, mivel minden más hely a Földön élhetetlenné vált. A több évtizede tartó kapcsolatfelvétel az esetleges többi túlélővel sikertelen volt. A túlélők ideológiai és gazdasági alapon frakciókba tömörültek, ezek egymással való viszonya igen változatos.
Artyom a VDNH állomáson él nevelőapjával, Szuhojjal (Szása bácsival), aki sok évvel ezelőtt megmentette az életét. A periférián élő emberek gombatermesztésből és sertéstenyésztésből élnek itt. Az állomást a „feketék” ostromolják, különös, csendes, fekete bőrű és nagy szemű mutánsok, akik lelkileg támadják az embereket, összeroppantják az önbizalmukat, és a harc feladására késztetik őket. A VDNH-tól északra lévő állomásról, a Botanyicseszkij Szadról (Botanikus Kert) érkeznek, és ha beveszik a VDNH-t, az egész metrót elfoglalhatják. Az alagutat nem robbanthatják be, mert akkor a víz az egész vonalat elárasztaná.
Egyik nap egy Hunter nevű ember érkezik a VDNH-ra, azzal a céllal, hogy kiirtsa a feketéket. Mielőtt bemenne az alagútba, egy kapszulát ad Artyomnak, azzal, hogy ha nem térne vissza, menjen el a legendás Poliszba, a metró szívét képező hatalmas állomásvárosba, és ott keressen meg egy Melnyik nevű embert. Hunter feltétlenül megbízik a fiúban, mivel az ő lelkét még akkor sem mérgezték meg a feketék pszichológiai támadásai, amikor már a vasakaratú Szása bácsi is feladta a reményt. A rejtélyes vadász nem tér vissza, így Artyomot kétségek kezdik gyötörni, de egy különös álom után rászánja magát a veszélyes küldetésre.
Artyom tehát elindul a Poliszba, és számos veszélyen megy keresztül. Otthonát egy Rizsszkaja felé tartó kereskedelmi karavánnal hagyja el, és az egyik alagútban ő menti meg társait egy különös hangtól, amelytől mindenki megőrült. A célpontnál híre megy ennek, és a fiút felkeresi egy Bourbon nevű csencser (kereskedő), aki fizetne neki, ha átkísérné egy másik ilyen hírhedt alagúton, ahol a közelmúltban többen meghaltak. A veszélyes szakaszon váratlanul Bourbon elkezd félrebeszélni, majd holtan esik össze, társa a fejzúgása miatt alig bírja arrébb vonszolni. A magához térő fiút egy különös alak találja meg, aki nem érti, hogy Artyom miért vonszolta magával a hullát. A férfi bátorítására magához veszi az elhunyt fegyverét és táskáját, majd megpihennek. A rejtélyes alak magát a nagy Dzsingisz kán utolsó reinkarnációjának tartja, így a metró nagy részén csak Kánnak becézik, a többi helyen pedig Farkasnak a hatalmas ereje miatt. A rejtélyes Kán eleinte nem túl bizalomgerjesztő, ám rejtélyes filozófiája mellett utalásokat tesz egy álombeli fehér alakra, aki megkérte őt, hogy menjen ki az alagútba, és segítsen egy ismeretlennek a küldetését végrehajtani. Egy kisebb csapattal összeállva indulnak el, de a Kánban nem bízó csapat nagy része rossz alagútban megy tovább, és rejtélyes körülmények között mind szörnyethalnak, a 3 különvált ember pedig a további szörnyeket kikerülve eljut a Kitaj-Gorod állomásra.
Ezen a kettős állomáson két bűnbanda uralkodik megosztva, és a megélhetés is kétes tevékenységekből származik. Artyom éppen egy igen drága helyen ebédelne 20 töltényért, ám ismeretlenek ütnek rajta az állomáson, így a legtöbb ember bemenekül az alagutakba. A főhős segít egy lemaradó öregembernek, Mihail Porfirjevicsnek, akinek beadva a szívgyógyszert megmenti az életét. Eleinte a főhőst zavarja a lassú öreg és a szellemileg leépült unokája, de sok hasznos dolgot tanul meg tőle a régi világról, illetve az aktuális erőviszonyokról a rejtélyes metróban. Együtt jutnak el a Negyedik Birodalom nevű neonáci terület határára, ahol csak át akarnának haladni. Artyom bejut, ám a fasiszta tiszt lelövi a beteg kisgyereket, így az eszét vesztett fiú bosszúból végez a tiszttel, ezért leüti a többi határőr. Rövid időre feleszmél, és még hallja, amint a tömeg előtt halálra ítélik. A cellában szörnyű látomások gyötrik, illetve a kivégzése előtt az életéről próbál elmélkedni. Álmában aztán megjelenik Hunter, és brutálisan lemészárolja az egész állomást, ám a fiú felébred, és rájön, hogy helyzete reménytelen. Az akasztás közben a birodalmon rajtaütnek az ellenségei, így a megmenekült Artyom a trockisták motoros hajtányán tér magához. A független kommunista brigád szeretné beszervezni, de ő elmondja nekik, hogy küldetése van, és nem maradhat velük. Az elvtársak végül egy fasisztáktól zsákmányolt gépkarabéllyal és némi ajándékkal kiteszik egy Paveleckaja nevű állomáson, majd továbbállnak.
Ezt az állomást senki sem támadja meg soha, mivel a hibás zsilipkapuk miatt közvetlenül összeér a felszínnel, és a mutánsoknak (akiket ott „utasoknak” hívnak, mivel egy néhai pályaudvar romjai közt élnek) szabad lejárásuk van oda. Az itt élők éjszakánként az átjárókban húzzák meg magukat, míg a férfiak megpróbálják megakadályozni, hogy a lények bejuthassanak a metróba. Egy túlélt éjszaka után egy helyivel jutnának tovább innen, ám elveszítenek egy fogadást a patkányversenyen, de így a fasiszták által a papírjaitól megfosztott Artyom legalább bejut a Hanza területére, igaz, 1 évig ürüléket kell lapátolnia. 1 hét után sikeresen megszökik, és mivel mindenki undorodik tőle, több állomáson is sikeresen átjut. Egy alagútban megpróbálják a Jehova tanúi beszervezni, de mivel unja őket, és a fegyverüket is észrevette, így a fiú elmenekül előlük, habár az ő ruhájukban marad, mivel az övét éppen kimosták. Egy rejtélyes állomáson, a Poljankán elbeszélget két férfival, akik felfedik neki, hogy csak a küldetése tartotta őt életben, és muszáj azt elvégeznie.
Végül elér a Poliszba, a 4 állomásból álló városba, ahol az emberek a kultúra megőrzésének szentelik az életüket. Itt elmondja, hogy egy Hunter nevű ember üzent egy bizonyos Melnyiknek. A hírre azonnal az állomásokat irányító Tanács elé kerül, ahol részletesen beszámol a feketék támadásairól és a metróban uralkodó aktuális viszonyokról. A Katonák rendje nem hisz neki teljesen, mivel a szomszédos állomás lakatlan, csak hallucinogén gázok szivárognak, így a két férfi nem létezhet, és talán a többit is csak kitalálta. A Brahmanok rendje azonban hisz neki, mivel Bourbon utolsó szavai az ő titkos próféciájukból származtak, amelyet a fiú semmiképpen sem ismerhetett, így kiválasztottnak tartják őt. Új küldetést adnak neki: menjen fel a felszínre, és a moszkvai Nagy Könyvtárban keresse meg a Könyvet, egy hatalmas, fekete lapokra arany betűkkel írt fóliánst, amelyben a legenda szerint meg van írva a jövő. Ezért az akcióért ígérnek neki egy jutalmat, hogyha sikerrel jár.
Artyom így a felszínre indul egy jólelkű brahmannal, Danyilával, Melnyikkel, aki a legjobb katona és még egy sztalkerrel. (A sztalker olyan ember, aki kijár a felszínre, és tűzifát, fegyvert, eszközöket visz le a metróba utánpótlásként.) A Nagy Könyvtárban rajtuk ütnek az ott lakó, rendkívül jó hallású mutánsok, a „könyvtárosok,” a kis csapat pedig szétszéled. Amíg a két veterán feltartóztatja a rohamot, addig a két fiatal több emeletnyi raktárat kutat át a könyvet kutatva, ám sikertelenül járnak. A szörnyek a beragadt gépkarabélyú Danyilát megölik, aki halála előtt átnyújt még Artyomnak egy papírt, amely a sikeres expedíció esetén járt volna neki: egy papírlapot, amire fel van írva, hogyan menthető meg a VDNH. Valahol Moszkvában el van rejtve egy rakétaállás, ahonnan elpusztítható a Botanyicseszkij Szad és a feketék fészke anélkül, hogy berobbanna az alagút.
Miután nem szerezte meg a Könyvet, Melnyik attól tart, hogy Artyomot a Poliszba visszatérve a Brahmanok meggyilkoltatnák, ezért a felszínen kell eljutnia még napkelte előtt a következő állomásig, a Szmolenszkajáig, különben a felébredő szörnyek végeznek vele. A sztalker sérült társát visszaviszi a Poliszba, Artyom pedig némi extra fegyverrel elindul a kettővel arrébb lévő állomás, a Szmolenszkaja bejárata felé. Az úton lévő fiút becserkészi egy vadászó mutánsfalka, de sikeresen lerázza őket, és bemenekül egy romos lakásba. Itt talál egy fotót, majd rádöbben hogy azon valószínűleg az anyja szerepel, de ő már alig emlékszik az arcára. Némi harc után végül leér a metróba, ahol ellátják a sérüléseit. Melnyik már vár rá ott, így a Poliszt elkerülve továbbindulnak, hogy megtalálják a lapon szereplő helyen a lejáratot a legendás Metro–2-höz. Útközben betérnek a Kijevszkaja állomásra, hogy találjanak egy olyan embert, aki korábban a rakétásoknál szolgált, és vele beüzemelhessék a fegyverrendszert. A helyiek rettegésben élnek, mivel a berobbantott alagutak ellenére egyre több gyerek tűnik el az állomásról.
Mialatt Melnyik és a szakember elindulnak a küldetésre, Artyom hibájából egy Anton nevű katona fia, Oleg is eltűnik. Ketten indulnak el felderíteni, majd egy titkos átjárón át eljutnak a Park Pobjedire, a metró legmélyebb állomására. Itt fúvócsövekkel és kábítónyilakkal felfegyverzett vademberek kapják el őket, és az elfogyasztásuk előtt bezárják őket. Artyom nem érti a helyzetet, így az állomás egyik öregje elmagyarázza neki a vallást és ideológiát, amely a világot teremtő isteni Nagy Féreg kultuszán alapul, a gyerekek pedig azért kellenek, mert könnyebb őket hipnotizálni és megtéríteni. Hirtelen egy komolyan felfegyverzett csapat ront be, és kimenti a két férfit és a kis Oleget, valamint az öreget és tanítványát túszként magukkal viszik. Melnyik elmondja, hogy a metró másik végében, a Majakovszkaja mellett egy mérgezett nyíl végzett a rakétással, így erősítéssel visszatértek hozzájuk. A mentőakció oka az, hogy Anton is rakétásként szolgált, így ő az utolsó, aki képes azokat üzembe helyezni, emellett felderítést végeznek az erre lévő járatokhoz.
A vadak elől menekülve bejutnak a titkos D-6 alagútba, így kiderül, hogyan kerültek a metró túlsó végéhez, a Majakovszkajához a féreghívők. Az ismeretlen állomások sora után beérnek egy névtelen helyre, ám az elképesztő pompa elárulja, hogy a Metro–2 Kreml alatti megállójába jutottak. Még ezelőtt öngyilkos lett az öreg féreghívő, mivel nem akart belépni arra az elátkozott helyre, Dron nevű őrjöngő tanítványát pedig lelövik. Hirtelen egy biofegyverből mutálódott massza árasztja el őket, amely pszichotikus támadást intéz ellenük, így egy szerelvény tetejére húzódnak vissza. 2 katona és a kis Oleg halála után magukhoz térnek, és a sokkból felocsúdva a lángszóró felrobbantásával elűzik a lényt. Innen továbbmenekülve megtalálják a rakétasilókhoz vezető bunkert. A csapat nagy része oda indul, Artyom és egy Ulman nevű fiatal katona pedig a VDNH felé indul, hogy elvégezzék a célpont bemérését. A Proszpekt Mirán a Hanza már a vonal berobbantására készül, így rengetegen menekülnek a 3 állomásról. Artyom egy utolsó kitérőt tesz egykori állomására, elbúcsúzik Szuhojtól, aki társaival a végsőkig akar küzdeni a feketék egyre durvább rohamai ellen. A felszínen a 2 katona és egy új tag elindul, hogy az osztankinói tévétorony romjairól bemérjék a feketék fészkét, és rádión ráirányítsák a rakétákat. Artyomra hirtelen rátör egy látomás, és megérti hogy visszatérő álmaiban a feketék akarták vele felvenni a kapcsolatot. Kiderül, hogy az új, értelmes faj békés és segítő szándékkal ment a metróba, de követeiket lemészárolták, így bosszúhadjáratot folytatnak. Felsejlik egy békés, gyümölcsöző kapcsolat lehetősége, amihez a fiú lenne a kulcs, mivel egyedül ő képes közvetíteni a felek között. Ám ekkor becsapódnak a rakéták, a Botanyicseszkij Szad és a VDNH felszínét felperzseli a tűz, a főhős látomása és kapcsolata a mutánsokkal pedig végleg megszakad.
|  | Itt a vége a cselekmény részletezésének! |

## Állomások

### A VDNH közösség
- VDNH: Artyom otthona. Jelentős terméke az itt gyártott, gombából készült tea, amely metrószerte kedvelt és népszerű.
- Alekszejevszkaja: a VDNH déli szomszédja. A kevésbé gazdag állomás fő célja a VDNH védelme.
- Rizsszkaja: Alekszejevszkaja déli szomszédja. Kereskedőállomás.

### Egyéb fontos állomások
- Proszpekt Mira: a Hanza (a "gyűrű" állomásainak szövetsége) egyik kereskedő állomása, a csencserek kedvelt találkozóhelye.
- Kitaj-Gorod: Két bűnöző banda által uralt kettős állomás, a szervezett bűnözés egyik központja.
- Puskinszkaja: A Negyedik Birodalom „fővárosa,” a fasiszták maguk közt Hitlerszkajának hívják.
- Polisz: Négy állomást magába foglaló város (Bibliotyeka imenyi Lenyina, Arbatszkaja, Borovickaja, Alekszandrovszkij szad). Itt található a legtöbb könyv a metróban, mert fölötte van a Lenin Könyvtár. Az indiai kasztrendszert alapul véve élnek itt.
- Park Pobjedi (Győzelem Parkja): A „Nagy Féreg” kultusz hívői lakta állomás, amely alagútjait a szomszéd állomások már korábban berobbantották, de lakói új járatokat ástak, így több helyen is felbukkantak.
- Kurszkaja: Kurszkaján nincsen a felszíntől elválasztó hermetikusan kapu, ezért éjjelente mutánsok ostromolják.

## Elő- és utóélet
A könyv először 2002-ben jelent meg az interneten, majd később egy interaktív kísérletté vált, sok ezer orosz olvasó körében. 2005-ben került kiadásra könyvformában, aminek hatására Oroszország-szerte bestselleré vált.
A Metró 2033-mal 2007-ben Glukhovsky elnyerte az Európai Science Fiction Társaság Ösztöndíját egy rangos koppenhágai Eurocon versenyen.
2009-re csak Oroszországban több mint 400 ezer példányt adtak el a könyvből, s online még ötször ennyien olvasták a történetet. A könyv külföldi jogait több mint 20 országba adták el. Glukhovsky hollywoodi stúdiókkal is tárgyalt a könyv megfilmesítési jogairól. Mivel azonban azok ragaszkodtak a cselekmény Washingtonba történő áthelyezéséhez, így az író inkább visszavonta a jogokat, így a film Oroszországban fog készülni.
A könyvnek két folytatása jelent meg Metró 2034 és Metró 2035 címmel, emellett számos rajongók által írt könyv egészíti ki az univerzumot.

## Játék adaptáció

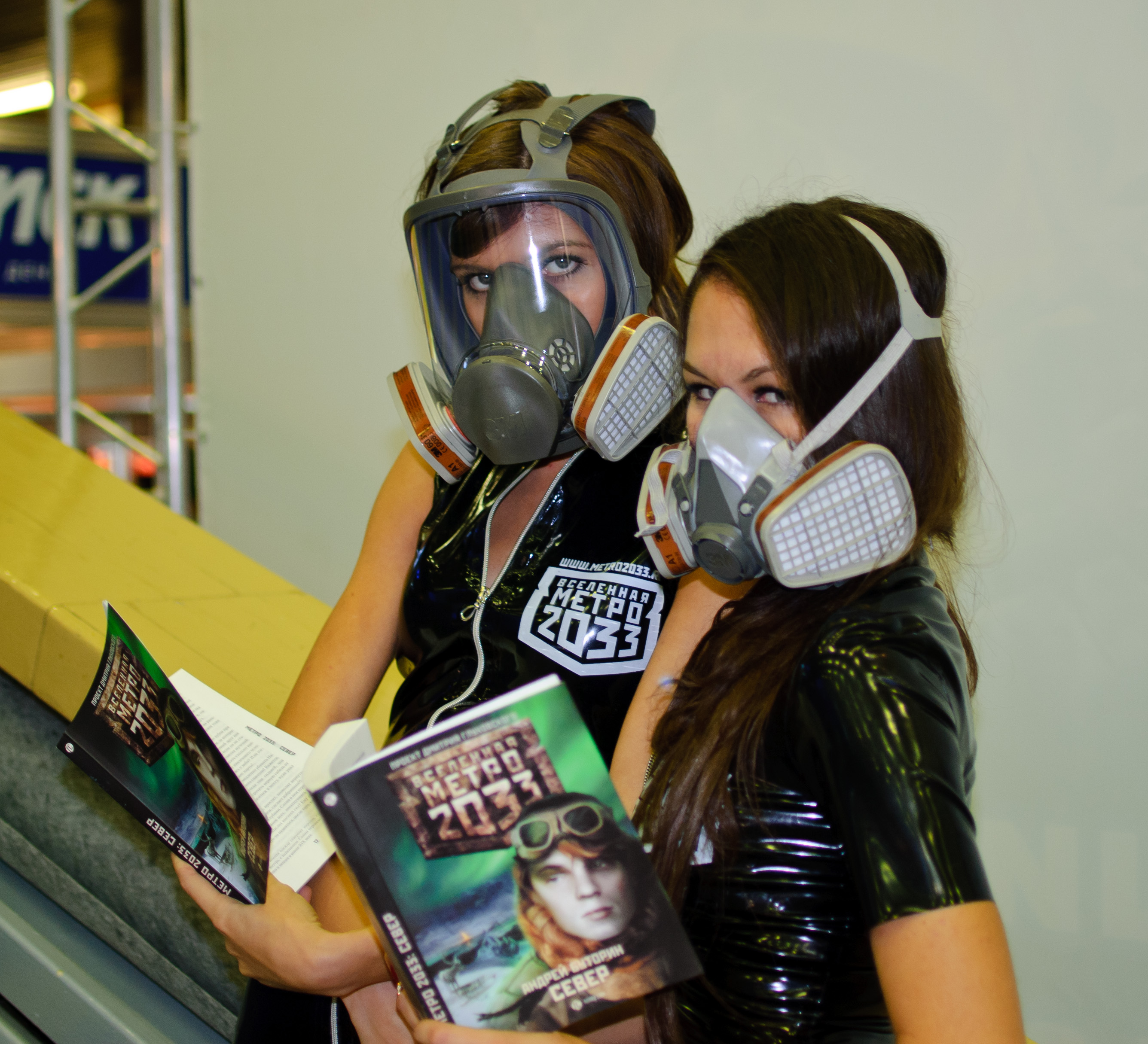
A videojáték-adaptáció promóciós modelljei a könyv példányaival az IgroMir 2010-en

A Metró 2033 alapján készült azonos című FPS játékot világszerte 2010 márciusában adták ki PC és Xbox 360 platformokra. A játék fejlesztője az ukrán 4A Games, kiadója a THQ volt. A játékot a vásárlók és a kritikusok is pozitívan fogadták, így a regényhez hasonlóan 2 folytatás is készült Metro: Last Light és Metro Exodus címmel. A játékok története némileg eltér a regényekétől.

## Magyarul
- Metró 2033; ford. Bazsó Márton; Európa Könyvkiadó, Bp., 2011,[5] ISBN 978-963-07-9139-7